# Michel Fleury
Michel Fleury (Parigi, 17 novembre 1923 – Parigi, 18 gennaio 2002) è stato uno storico, archeologo e archivista francese.
Ha condotto numerose ricerche sulla città di Parigi. È sepolto nel cimitero della chiesa di Saint-Germain de Loisé, a Mortagne-au-Perche.

## Carriera professionale
Dopo gli studi all'École nationale des chartes, è diventato assistente curatore presso gli Archives de Paris. Successivamente entra a far parte contemporaneamente della Commission du Vieux Paris (CVP), delle Antichità dell'Île-de-France e dell'École pratique des hautes études (EPHE).
- Dal 1955 al 2001 è stato membro della CVP. Dapprima fu segretario della commissione, dal 1975 al 2001 vicepresidente[2].
- Contemporaneamente, dal 1955, si occupò degli scavi archeologici a Parigi e nei siti circostanti. Nel 1955 fu nominato ispettore degli scavi archeologici per la città di Parigi. Successivamente, dal 1965 al 1983, è stato direttore regionale delle antichità dell'Île-de-France. Essendo in disaccordo con il Ministero della Cultura, guidato da Jack Lang, sugli scavi da realizzare nella Cour Carrée del Louvre, dovette lasciare il suo incarico di direttore, «onorato della destituzione» da parte del ministro[3].
- Infine insegnò all'École pratique des hautes études, alla IV sezione (scienze storiche e filologiche). Nel 1958 fu eletto direttore degli studi all'EPHE, titolare della cattedra di storia di Parigi, succedendo a Marcel Poëte (1866-1950) ed Élie Debidour. Nel 1961 fu scelto per diventare segretario della IV sezione. Dal 1974 al 1988 ha presieduto la IV Sezione, nonché l'intero istituto dal 1980 al 1983[4].

### Pubblicazioni
Michel Fleury è autore di più di 300 schede descrittive sugli scavi effettuati a Parigi. È anche autore di diverse opere:
- Paris, croissance d'une capitale du Bas-Empire au début du XIIIe siècle, 1961.
- Paris monumental, Parigi, Flammarion, 1974 (in collaborazione con Alain Erlande-Brandenburg e Jean-Pierre Babelon).
- Con Albert France-Lanord, Les Trésors mérovingiens de la basilique de Saint-Denis, Nancy, 1988.
- Con Venceslas Kruta, Le Château du Louvre, Parigi, 1991.
- Si le roi m'avait donné Paris sa grand'ville, Parigi, 1994.

### Attività
- Nel 1957 iniziò la sua prima campagna di scavi presso la basilica di Saint-Denis. Scoprì, in particolare, il sarcofago della regina Aregonda. La tomba della moglie del re merovingio Clotario I conteneva i suoi vestiti e il suo anello con il nome.
- Dal 1965 al 1967 diresse gli scavi della piazza antistante la Cattedrale di Notre-Dame, riportando alla luce la preesistente basilica di Saint-Étienne. Queste ricerche archeologiche permisero anche di mettere alla luce resti gallo-romani, oggi conservati nella cripta archeologica dell'Île de la Cité[5].
- Dal 1978 al 1983 ha diretto il cantiere della Cour Carrée del Louvre. Realizzato in collaborazione con Venceslas Kruta, il progetto ha permesso di scoprire l'imponente dongione di Filippo Augusto[6]. Questo sito di scavo è stato coinvolto nei lavori di ristrutturazione del Museo del Louvre. Inoltre scoprì l'elmo del re Carlo VI di Francia[7].

## Premi e riconoscimenti

### Decorazioni
- Nel 1970 Michel Fleury è stato nominato cavaliere della Legion d'onore[8].
- Il 7 ottobre 1986 è stato nominato ufficiale dell'Ordine nazionale al merito[9].

### Riconoscimenti
Inoltre, Michel Fleury ha ricevuto numerosi riconoscimenti, come ad esempio:
- 1966 : Premio Henri Texier dell'Académie des sciences morales et politiques dell'Institut de France per tutto il suo lavoro e la sua azione
- 1976 : Premio Hercule-Catenacci dell'Académie française per Paris monumental
- 1977 : gran premio nazionale di archeologia
- 1992 : XVI premio della Fondazione Pierre-Lafue per l'insieme della sua opera
- 1998 : targa del bimillenario della città di Parigi
- 1998 : prima medaglia delle Antichità di Francia, assegnata dall'Académie des inscriptions et belles-lettres
- 1999 : Premio Gobi dell'Académie des sciences morales et politiques
- 1999 : Gran Premio Gobert dell'Académie française per la sua opera.

### Tributi
- La biblioteca della sezione di Scienze storiche e filologiche dell'École pratique des hautes études è denominata Biblioteca Michel-Fleury[11].
- Un viale Michel-Fleury è stato inaugurato nel quartiere Saint-Germain-de-Loisé di Mortagne-au-Perche nel 2012[12].